# Moku Manu
Moku Manu (englisch Bird Island, deutsch „Vogelinsel“) ist eine kleine, unbewohnte Insel im Archipel von Hawaiʻi. Sie liegt nur etwa 1,3 Kilometer vor der Ostküste der Insel Oʻahu, unweit der Halbinsel Mōkapu und gehört zum Honolulu County.
Die Insel ist etwa 410 m lang, 210 m breit und weist eine Fläche von 8,4 ha (0,084 km²) auf. Sie ist vulkanischen Ursprungs und erhebt sich steil aus dem Pazifik bis auf eine Höhe von 62 Metern über dem Meer. Wegen der steilen Kliffs und der starken Strömung gilt ein Anlanden mit Booten als fast unmöglich.
Auf Moku Manu brüten elf verschiedene Seevogelarten, darunter auch eher seltene wie beispielsweise der Weihnachtssturmtaucher (Puffinus nativitatis) oder der Bulwersturmvogel (Bulweria bulwerii). Das Eiland ist daher, wie viele weitere kleine Inseln Hawaiʻis auch, ein Hawaiʻi State Seabird Sanctuary (Vogelschutzgebiet) und darf nicht betreten werden. 